# Hans Bol
Hans Bol (Mechelen, 1534. december 16. — Amszterdam, 1593. november 20.) holland festő, miniatűrjei és rézmetszetei is jelentősek.

## Életpályája
Mechelenben mintegy 150 festőműhely volt Hans Bol születése idején. Ebben a környezetben nőtt fel gazdag családban, már 14 éves korától élhetett festői hajlamának, egy melcheni festőmesternél dolgozott, akinél két évig maradt, innen Heidelbergbe ment, s ott is két évig tanult. Visszatérve Mechelenbe felhagyott a tanulással, önállóan kezdett festeni. Első jeles képe egy nagy vászonra festett akvarell, amely Daidalosz és Ikarosz mondáját dolgozza fel a festészet eszközeivel. Azt a pillanatot ábrázolja, amikor a levegőn keresztül megszöknek fogságukból, a figurák alatti táj ábrázolása is kiváló, egy ódon kastélyt ábrázol a háttérben, mintha egy sziklából nőne ki, körötte víz, rajta Ikarosz tollai, melyek a nap közelében az elolvadt viasz miatt a vízbe hullottak, ahogyan azt a mondában előadták. Előtérben egy juhász ül a juhai mellett, odébb egy-két fölmüves szánt az ekéjével és csodálkozva nézik a repülést. Bol az ember, az állat- és a tájábrázolásban is kiváló volt. Képeit igen keresték az üzletemberek, s jól megfizették, s nagy haszonnal adták tovább. 1574-ben menekülnie kellett szülővárosából a vallásháború miatt, szinte ruhátlanul érkezett meg Antwerpenbe, itt egy mecénás felöltöztette, ellátta, amivel kellett, s festett tovább. 1574-ben belépett az antwerpeni Szent Lukács céhbe.
Antwerpeni tartózkodása idején kiadott egy könyvet, amelyet festett madarakkal, halakkal stb. díszített élő minták nyomán. Antwerpenben lassan felhagyott a nagyobb vásznak készítésével, mert észrevette, hogy a kisebb tehetségű mesterek lemásolják, s a maguk neve alatt adják tovább jó pénzért, a festményhamisítás talán éppen annyi idős, mint maga a festészet. Bol úgy segített magán, hogy kis képek festésébe kezdett, azokat aprólékosan kidolgozta, sokkal kevésbé voltak alkalmasak az utánzásra. Még antwerpeni tartózkodása idejére esik egy nagyobb Keresztre feszítés című képe, melynek emberalakjai, azok öltözékei és a táj is jól egybe van szerkesztve. 1584-ben utolérte őt Antwerpenben is a vallásháború, Bergen op Zoomba, majd Dordrechtbe, innen Delftbe ment, végül letelepedett a virágzó Amszterdamban. Amszterdam városát festette, kastélyok, falvak, piacok látképeit, stb. Ezeket a kis képeit is nagyon kedvelték, Jaques Razet antwerpeni műgyűjtő sokat megvásárolt belőlük. Rajzai, ötletes kompozíciói nyomán nagyon sok metszet jelent meg nyomtatásban.

## Családja, tanítványai
Egyszer nősült meg, egy özvegyasszonyt vett feleségül, akitől neki nem született gyermeke, de az asszony az első házasságából hozott egy fiút, Frans Boels volt a fiú neve, nevelőatyjától tanult festeni, kis alakú szép tájképeket festett nagy figyelemmel és szorgalommal. Jeles tanítványa volt még a kortrijki Jacob Savery Maertensz (1566–1603).

## Galéria

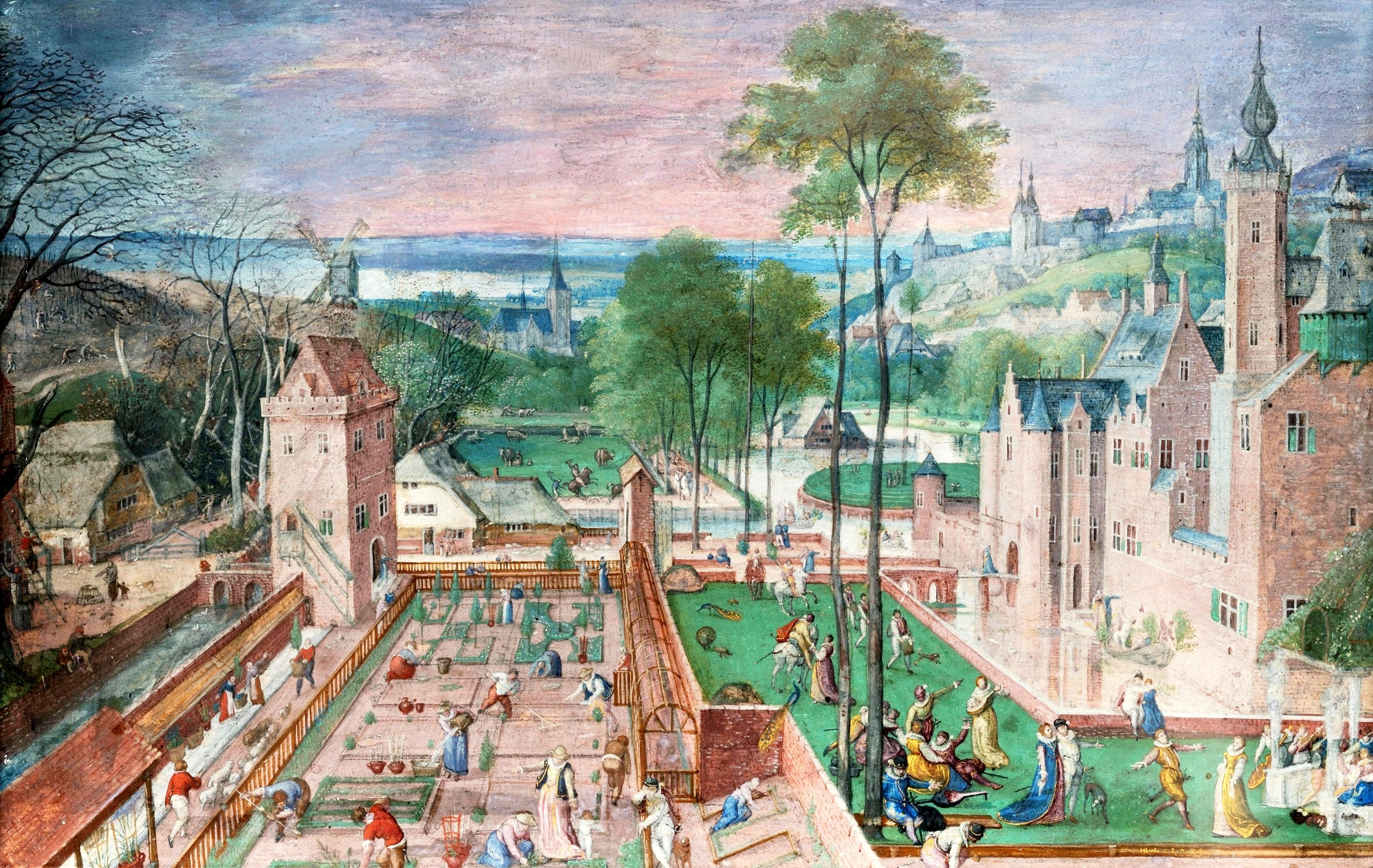
Tavasz a kastély kertjében (1584; gouache pergamenen, táblán; Muzeum Czartoryskich w Krakowie, Krakkó)
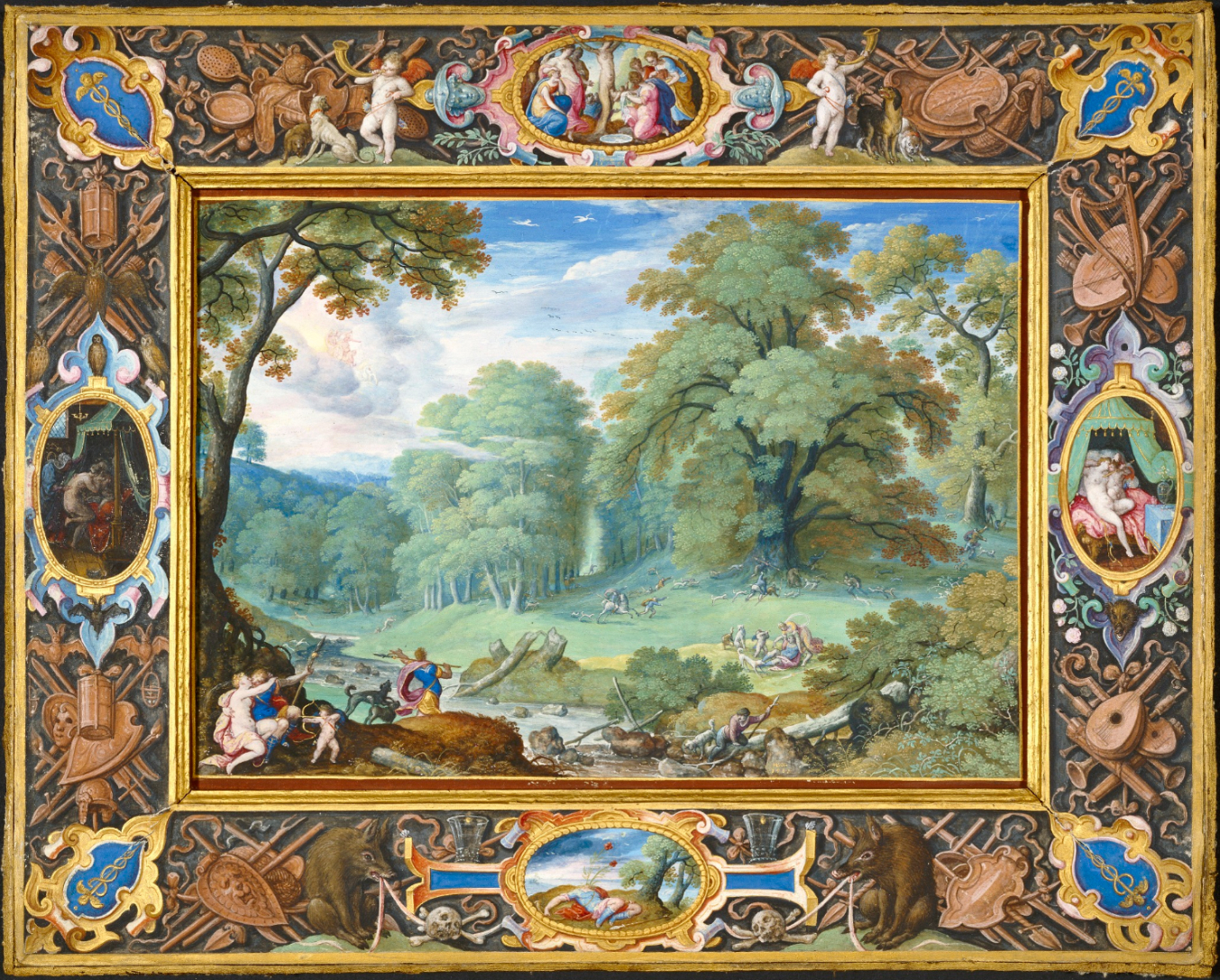
Tájkép Vénusz és Adónisz történetével (1589)
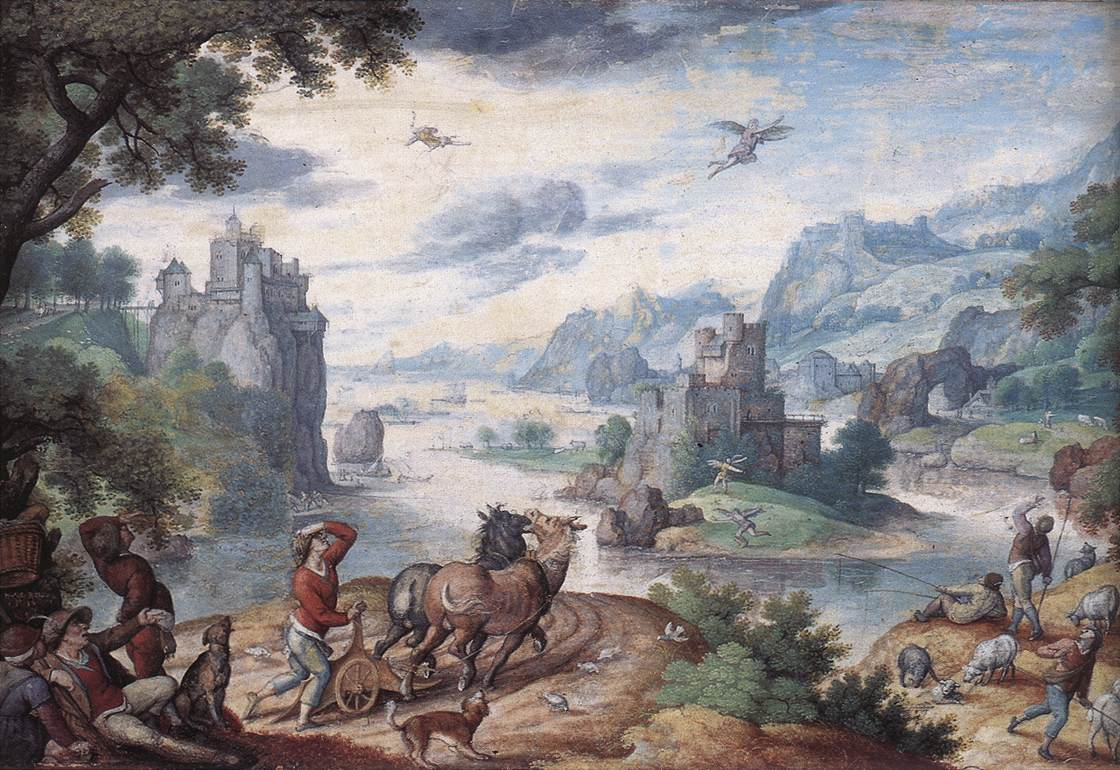
Tájkép Ikarosz történetével (Museum Mayer van den Bergh, Antwerpen)
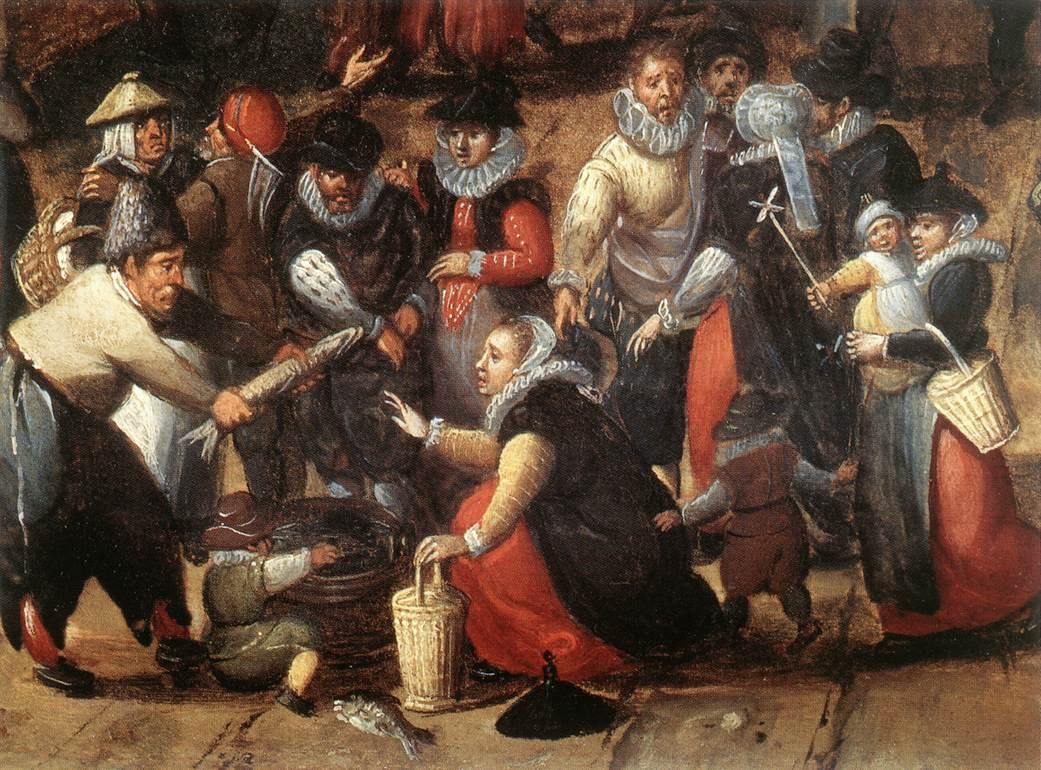
Évente megrendezett falusi vásár (részlet; halárusok; olaj táblán, Museum Rockoxhuis, Antwerpen)
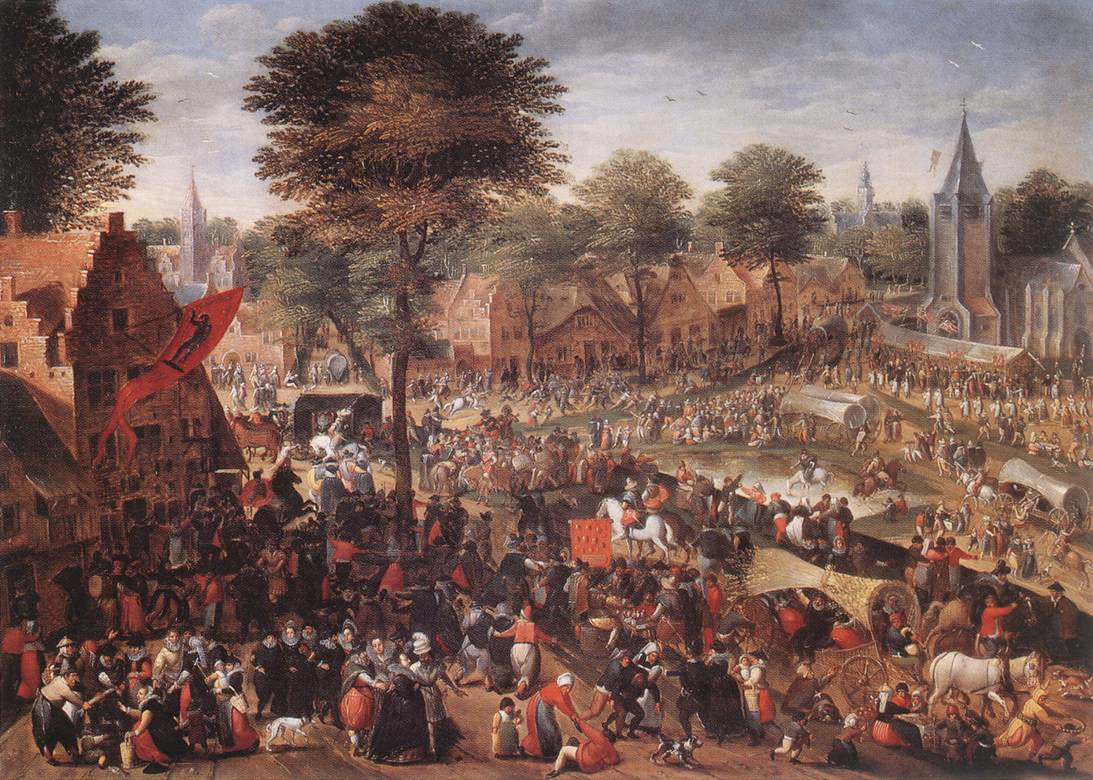
Évente megrendezett falusi vásár (Olaj táblán, Museum Rockoxhuis, Antwerpen)
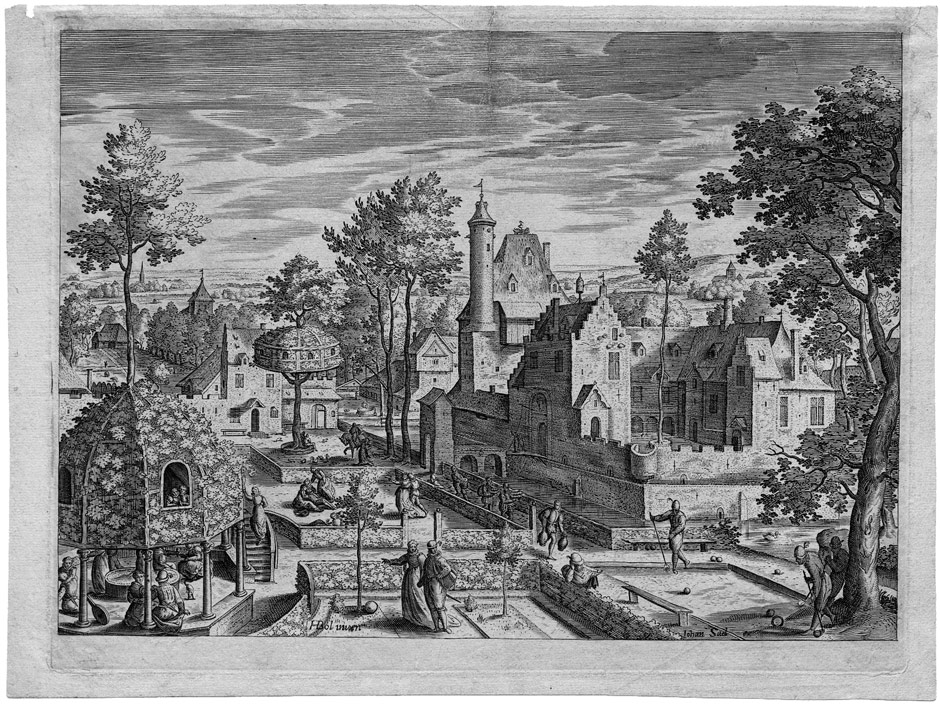
Nemesek sétája egy kastély parkjában (Johan Sadeler[5] rézmetszete Hans Bol nyomán)